# Vítej v klubu
Vítej v klubu (v anglickém originále Welcome to the Club) je americký animovaný komediální krátký film z roku 2022 založený na animovaném televizním seriálu Simpsonovi. Film režíroval David Silverman a byl vydán 8. září 2022. K filmu byly vydány dva propagační plakáty, první z nich 1. září a druhý v den vydání filmu, 8. září 2022. Oba plakáty zobrazují Lízu Simpsonovou a Uršulu z filmu Malá mořská víla.

## Děj
Líza a Bart se blíží k zámku a Líza se těší, že se stane Disney princeznou. Ukáže se však, že Bart je ve skutečnosti Loki, který napomáhá Disneyho padouchům přimět Lízu stát se jedním z nich. V hudebním čísle vystupuje mnoho klasických Disneyho padouchů, jako je Uršula z Malá mořská víla, Cruella de Vil z 101 dalmatinů, kapitán Hook z Petr Pan, Srdcová královna z Alenka v říši divů, Zloba z Šípková Růženka, Královna Grimhilda z Sněhurka a sedm trpaslíků, Jafar z Aladin, Hádes z Herkules, Scar z Lví král a Ká z Kniha džunglí spolu s postavami Disney princů. Líza pak poukáže na to, že mnoho Disneyho padouchů nakonec zemře, na což padouši podotknou, že je to lepší než žít „šťastně až do smrti“ s Disney princem. Mickey Mouse toto číslo přeruší a krátký film končí tím, že Disney princové vytvoří na podlaze svými těly tvar Mickeyho hlavy.

## Obsazení

### Anglický dabing
- Nancy Cartwrightová jako Bart Simpson a Mickey Mouse
- Yeardley Smithová jako Líza Simpsonová a Sněhurka
- Chris Edgerly jako princ Krasoň a další princové
- Dawnn Lewisová jako Ká and Uršula
- Tress MacNeilleová jako Cruella de Vil, Zlá královna a Srdcová královna
- Kevin Michael Richardson jako kapitán Hook a princové
- Tom Hiddleston jako Loki

### Český dabing
- Martin Dejdar jako Bart Simpson a Mickey Mouse
- Ivana Korolová jako Líza Simpsonová
- Jana Zenáhlíková jako Uršula
- Jana Durczaková jako Cruella de Vil
- Dušan Kollár jako kapitán Hook
- Ludmila Zábršová-Molínová jako Zlá královna
- Lumír Olšovský jako Loki